# Pizzo Badile
Le pizzo Badile est un sommet des Alpes, à 3 308 mètres d'altitude, dans la chaîne de la Bernina, dans le val Bregaglia à cheval entre l'Italie et la Suisse.

## Topographie
Le versant italien du pizzo Badile est assez modeste puisque les parois n'y excèdent pas 400 mètres. En revanche, le sommet est impressionnant du côté suisse car son arête nord effilée se découpe en deux versants nord-est et nord-ouest, constitués de dalles verticales et lisses. Il est surtout connu pour sa face nord-est, l'une des grandes faces nord des Alpes, bien que la face nord-ouest soit tout aussi impressionnante mais moins parcourue.

## Alpinisme

### Histoire
- 1867 - Première ascension, par le versant sud, réalisée par William Auguste Coolidge avec François et Henri Devouassoud, le 27 juillet[3]
- 1879 - Deuxième ascension, toujours par le versant sud, en empruntant une légère variante de l'itinéraire de 1867[3]
- 1892 - Reconnaissance de l'arête nord sur les deux tiers de la hauteur, effectuée par Christian Klucker[3]
- 1897 - Arête ouest en empruntant le couloir nord du Colle del Badile, par Christian Klucker et A. von Rydzewsky
- 1904 - Face sud-ouest gravie par A. Redaelli et B. Sertori[3]
- 1923 - Arête nord par Alfred Zürcher et Walter Risch[3]
- 1935 - Face sud-est gravie par Mario Molteni et Mario Camporini[3]
- 1937 - Face nord-est gravie pour la première fois par Riccardo Cassin avec Vittorio Ratti et G. Esposito, du 14 au 16 juillet. Ils rattrapèrent dans l'ascension la cordée Molteni et Valsecchi, et joignirent leurs forces, Cassin prenant la tête de cordée[3]. Durant de nombreuses années, la version officielle fut que Molteni et Valsecchi moururent d'épuisement et de froid dans la descente. Cependant, sur son lit de mort Riccardo Cassin confia que l'un mourut effectivement durant la descente, mais que leur autre compagnon de cordée était pour sa part décédé durant l'ascension. Ne voulant pas laisser leur compagnon sur sol suisse, la cordée tira le corps jusqu'au sommet.[réf. nécessaire]
- 1937 - Face nord-ouest par Vitale Bramani et Ettore Castiglioni
- 1945 - Répétition de la face nord par Gaston Rébuffat et Bernard Pierre[3]
- 1952 - Premier solo de la voie Cassin par Hermann Buhl[3]
- 1953 - Face est par Claudio Corti et Felice Battaglia[3]
- 1968 - Nouvelle voie en paroi est par Dick Isherwood et John M. Kosterlitz
- 1968 - Première hivernale de la voie Cassin
- 1970 - Première ascension et première hivernale de la voie des Frères, dans la paroi nord, par Antonio Rusconi et Gianni Rusconi
- 1972 - Première ascension directe de la face sud-est par Claudio Corti et Claudio Giraldi

### Voies d'ascension
- Voie Another Day In Paradise (TD-, 6b>6a)
- Arête N D/III/P3 (A0, 4c>4b)
- Face nord-ouest voie Chiara (TD+, III, A1, 6b>6a)
- Voie normale depuis le refuge Gianetti - Piacco  (PD, II, 3b)
- Voie Molteni-Camporini (D+, III, 5a>4c)
- Voie Cassin (TD, IV, 5c+)